# Patrick Loste
Patrick Loste (* 20. September 1955 in Perpignan) ist ein französischer Maler und Graphiker.

## Leben und Werk
Loste wurde am 20. September 1955 in Perpignan geboren wurde und ging dort zur Schule. Nach dem Abitur studierte er 5 Jahre lang an der École nationale supérieure des beaux-arts de Paris.
Schon als Student gewann er mehrere Preise. 
Lostes Gemälde und Lithographien stellen bevorzugt Pferde und mythologische Themen dar. Er führte öffentliche Aufträge aus, zum Beispiel das Glasdach des Magasin aux dames de France in Perpignan und die Fassade des Départementrates von Roussillon.
Loste lebt und arbeitet in den Albères, einer Region im Süden Frankreichs.

## Ausstellungen (Auswahl)
Lostes Werke wurden in zahlreichen Gruppen- und Einzelausstellungen gezeigt und befinden sich sowohl in privaten Galerien wie in öffentlichen Museen.
Einzelausstellungen
- 2012: Paysage. Renncontre, Galerie artset, Limoges[3]
- 2013: Loste - peinture[s], Base soumarine, Bordeaux[4]
- 2024: Loste – Inspiration – Expiration. Collections de Saint-Cyprien, Saint-Cyprien[5]

Gruppenausstellungen
- 1998: Vitam Impendere Amori, Musée Fesch (Ajaccio), Institut français de Tanger, Beyrouth, Institut français de Beyrouth, (Katalog, préface de Jean-François Mozziconacci)
- 2018: Grafik aus Frankreich: die Edition Bucciali. Grafikmuseum Stiftung Schreiner, Bad Steben[6]

## Öffentliche Sammlungen (Auswahl)
- FRAC Languedoc-Roussillon
- Musée d’Art moderne et d’Art contemporain de Céret
- Musée des Beaux-Arts Hyacinthe Rigaud, Perpignan
- Centre régional d’Art contemporain de Montbéliard
- Hôtel de Région de Montpellier
- Ville de Perpignan
- Ministerio de Trabajo y Economía Social, Madrid